# Vicinisme (vegetatiekunde)
Vicinisme is een vegetatiekundig begrip waarmee wordt bedoeld dat een bepaalde soort (of een lager taxon) op sommige plekken vrijwel continu wordt aangevoerd in een syntaxon dat eigenlijk buiten de ecologische amplitude van dit taxon valt. De desbetreffende soort kan dan plaatselijk tóch duurzaam in het desbetreffende syntaxon optreden, maar de individuen leven dan slechts (zeer) kort en worden continu vervangen door nieuw aangevoerde individuen. Doorgaans wordt er weinig diagnostische waarde toegekend aan de presentie van een taxon dat door vicinisme in vegetatieopnamen of synoptische tabellen van een syntaxon is opgenomen.
In cultuurlandschappen en halfnatuurlijke landschappen treedt vicinisme bijvoorbeeld vaak op in graslandgemeenschappen waarin enkele solitaire bomen zijn aangeplant. Vaak groeien er in de kruidlaag van het grasland dan veel zaailingen van de desbetreffende boomsoort, vooral rondom de bomen zelf. Syntaxonomisch gezien maken deze boomzaailingen eigenlijk geen deel uit van de desbetreffende graslandgemeenschap, maar toch staan zij er op de desbetreffende plek wel duurzaam, doordat zij steeds weer opnieuw worden aangevoerd (en na het maaien direct sterven of wegkwijnen).
Ook in natuurlijke landschappen komt vicinisme voor. Zo kan bijvoorbeeld op een beekoever waar door het water continu afgescheurde uitlopers van een bepaalde soort worden aangevoerd – die op de beekoever eigenlijk niet kunnen overleven – op sommige plekken toch 'standhouden', doordat er alsmaar nieuwe exemplaren aanspoelen die slechts tijdelijk doorleven. Dikwijls is het desbetreffende plantmateriaal dan afkomstig uit een contactgemeenschap of andere nabijgelegen gemeenschap.
Vicinisme wordt beschouwd als een bijzonder voorbeeld waarbij concurrentie niet de enige biotische factor is die belangrijk is bij natuurlijke selectie.